# John Flynn
John Flynn (n. 14 martie 1932, Chicago, Illinois, SUA – d. 4 aprilie 2007, Pacific Palisades⁠(d), California, SUA) a fost un regizor de film american și scenarist. Este cel mai cunoscut pentru crearea cu eficiență a unor thrillere- filme polițiste fără sens ca The Outfit sau  Rolling Thunder.

## Biografie
Flynn s-a născut în Hermosa Beach, California și a servit în cadrul Pazei de Coastă, în timpul acestui stagiu a studiat jurnalismul cu autorul romanului Roots Alex Haley. Flynn a primit o diplomă în jurnalism la UCLA.
Și-a început cariera cinematografică ca ucenic al regizorului Robert Wise la  pelicula Odds Against Tomorrow și a lucrat ca supervizor de scenariu la West Side Story. În continuare, Flynn a lucrat ca regizor secund la filmele Kid Galahad și The Great Escape. A debutat ca regizor cu The Sergeant în care a jucat Rod Steiger.

## Filmografie
| An   | Titlu                                    | Note                |
| ---- | ---------------------------------------- | ------------------- |
| 1968 | Sergentul (The Sergeant)                 |                     |
| 1972 | The Jerusalem File                       |                     |
| 1973 | The Outfit                               |                     |
| 1977 | Violență legitimă (Rolling Thunder)      |                     |
| 1980 | Sfidarea (Defiance)                      |                     |
| 1980 | Marilyn: The Untold Story                | Film de televiziune |
| 1983 | Lone Star                                | Film de televiziune |
| 1983 | Touched                                  |                     |
| 1987 | Best Seller                              |                     |
| 1989 | După gratii (Lock Up)                    |                     |
| 1991 | Cartierul crimei (Out for Justice)       |                     |
| 1992 | Nails                                    | Film de televiziune |
| 1993 | Scam                                     | Film de televiziune |
| 1994 | Brainscan                                |                     |
| 1999 | În absența binelui (Absence of the Good) | Film de televiziune |
| 2001 | O altă viață (Protection)                |                     |